# Jeffrey Egbe
Jeffrey Egbe (* 27. März 1998) ist ein österreichischer Fußballspieler.

## Karriere
Egbe begann seine Karriere beim SK Wilten. 2008 kam er in die Jugend des FC Wacker Innsbruck. 2009 wechselte er zum Innsbrucker AC. 2012 kam Egbe in die AKA Tirol.
Nach vier Jahren in der Akademie kehrte er im Sommer 2016 zu Wacker zurück, wo er sich den Amateuren anschloss. Sein Debüt für Wacker II in der Regionalliga gab er im Juli 2016, als er am zweiten Spieltag der Saison 2016/17 gegen den FC Dornbirn 1913 in der Halbzeitpause für David Stoppacher eingewechselt wurde.
Im April 2017 erhielt Egbe einen bis Juni 2019 gültigen Profivertrag. Im Mai 2017 debütierte er schließlich für die Profis in der zweiten Liga, als er am 31. Spieltag gegen den LASK in der Startelf stand und in der 76. Minute durch Dominik Baumgartner ersetzt wurde.
Im Februar 2019 wurde er auf Kooperationsbasis an den Regionalligisten FC Kufstein verliehen. Nach dem Ende der Leihe kehrte er zur Saison 2019/20 zu den Amateuren von Innsbruck zurück.